# Det Liberale Folkepartiet
Ej att förväxla med Det Liberale Folkepartiet (1972–1988).
Det Liberale Folkepartiet (förkortat DLF) var ett norskt politiskt parti, grundat 1992 av personer som tidigare ingått i ledningen för ett socialliberalt parti med samma namn som upplöstes 1988 och var en utbrytning ur Venstre. DLF var ett libertarianskt parti, som byggde sin ideologi på upplysningstraditionen samt sekulära västliga värderingar och kulturarv. Partiet arbetade för införandet av en nattväktarstat, vars enda uppgift skulle vara att sörja för upprätthållandet av militär, polis och rättsväsende. Partiet motsatte sig beskattning och reglering av ekonomin, samt andra samhällsområden, och önskade istället att införa laissez-faire-kapitalism. 
DLF hävdade sig att vara konsekvent libertarianskt, och fångade under 1990-talet upp flera avhoppare ifrån Fremskrittspartiet. I denna process utvidgade de sig till att bli ett radikalt libertariananskt parti. Denna nya framtoning för partiet fastslogs officiellt på landsmötet 2001 med ett valmanifest för laissez-faire-kapitalism.
DLF upplöstes 2017 sedan partiets landsmöte beslutat att lägga ned partiet.

## Partiledare
- 1992–1995: Tor Ingar Østerud
- 1995–1997: Runar Henriksen
- 1997–2001: Trond Johansen
- 2001–2003: Arne Lidwin
- 2003–2017: Vegard Martinsen

## Valresultat
Vid Stortingsvalet 2005 ställde partiet upp i Oslo och Hordaland och fick totalt 213 röster.